# Економічні райони Франції
Економі́чні райо́ни Франції.

## Паризький район
Провідний район Франції. 
Виділяється обробною промисловістю та інтенсивним сільським господарством, густою мережею шляхів сполучення. Цей район дає понад 27 % прибутків і є найбільшим центром робочих місць вищої кваліфікації і головних офісів компаній. Північний район — старий індустріальний район з різноманітною структурою, 1-й район з текстильної промисловості і текстильного машинобудування, виробництва обладнання для гірничої промисловості, 2-й район з виплавки чавуну, сталі і видобутку вугілля (після Східного району); національне значення має виробництво локомотивів і вагонів, сірчаної кислоти та ряду інших хімікатів, будматеріалів, паперу, взуття, цукру, пива. Розвинуте трикотажне і мереживне виробництво. Основна частина шахт, електростанцій, металургійних, хімічних і машинобудівних заводів розміщена на території вугільних басейнів (центри — Валансьєнн, Дуе, Денен). Зросло значення Дюнкерка — порту і промислового центру (нові великі металургійні, суднобудівні і нафтопереробні заводи).

## Східний район
Головна металургійна база Франції (Лотарингія). Важка промисловість сформувалася на основі використання місцевого залізняка, вугілля, калійної і кам'яної солі. Металургійні заводи розміщені в основному по берегах рр. Мозель, Орн, Фенч, Шьєр (рр. Тіонвіль, Лонгві, Айанж та інші). Вогези та Ельзас — головні райони бавовняної промисловості (близько 1/2 виробництва). Вогези — великий постачальник деревини і паперу. Найбільше місто району — Страсбурґ — столиця Ельзасу, порт і промисловий центр на Рейні. У промисловості Франш-Конте — автомобілебудування (заводи «Пежо» в Сошо — Монбельяр), виробництво годинників, виробів точної механіки (Безансон).

## Ліонський район
Промисловий район, 3-й у Франції за кількістю жителів і 2-й (після Паризького) за обсягами промислового виробництва.
Основні галузі промисловості: гідроенергетика, металургія (якісні і спеціальні сталі, алюміній — 1-е місце у Франції), машинобудування, хімія (особливо промисловість органічного синтезу в околицях Ліона, ґумові заводи Клермон-Феррана), текстильна (1/2 національного виробництва тканин з хімічного волокна), харчова, шкіряно-взуттєва, виробництво спортивного інвентаря. Курорти на базі мінеральних джерел (Віші, Евіан та інші); в Альпах — альпінізм і туризм, бази зимового спорту. Західний район — промислово-аграрний, з розвинутим тваринництвом. У долинах річок Луара і Шаранта багато садів і виноградників (виробництво коньяків у районі м. Коньяк). Видобуток уранового залізняку. Рибальство і переробка риби, устричний промисел. Промисловий потенціал району з кінця 50-х рр. помітно збільшився в результаті державно-монополістичної політики децентралізації і підйому аграрних районів.

## Південно-Західний район
Промислово-аграрний район, займає переважно Аквітанську низовину з прилеглими до неї схилами Піренеїв і південно-західною частиною Центрального масиву. Район має значні сировинні ресурси; 1-е у Франції місце за видобутком газу (Лак) і нафти (Парантіс), по лісозаготівлях (у Ландах). Розвинута авіаракетна промисловість (Тулуза, Бордо), окремі підприємства алюмінієвої, хімічної і харчової промисловості. У Піренеях, поблизу ГЕС, розміщені енергоємні галузі металургійної і хімічної промисловості. У ряді департаментів основна частина жителів зайнята в сільському господарстві. Середземноморський район — промислово-аграрний і курортний район. Інтенсивне високотоварне сільське господарство, що спеціалізується на виробництві винограду, овочів і фруктів, у горах — на вівчарстві. Розвинута харчова промисловість. Велике значення в економіці району мають курорти (Французька Рив'єра з центрами в Ніцці і Каннах, нові курорти на берегах Лангедока) і портово-промисловий комплекс Марселя (міста-супутники, порти — Бер, Лавера, Фоссюр і т. д.) з нафтопереробною, нафтохімічною, металургійною (Фос), судноремонтною, авіаційною, харчовою промисловістю.